# Izrael az olimpiai játékokon
Izrael először az 1952-es nyári olimpiai játékokon vett részt, onnantól az 1980-as moszkvai kivételével valamennyi nyári sportünnepen, majd 1994-től kezdődően az összes téli olimpián is képviseltette magát.  Az 1972-es nyári játékokon a Fekete Szeptember palesztin terrorszervezet az izraeli csapat 11 tagját túszul ejtette, a túsz-szabadítási akció során valamennyiüket megölték.
Az izraeli sportolók eddig 20 érmet szereztek az olimpiákon, valamennyit a nyári játékokon. Ennél sokkal eredményesebbek a paralimpiákon, ahol az izraeliek 394 érmet szereztek, amelyből 133 arany.
Az Izraeli Olimpiai Bizottság 1933-ban jött létre, ekkor még az állam neve Brit–Palesztina volt, a NOB 1952-ben vette fel tagjai közé, a bizottság jelenlegi elnöke Zvi Varshaviak.

## Éremtáblázatok

### Érmek a nyári olimpiai játékokon
| Olimpia              | Arany          | Ezüst          | Bronz          | Összesen       |
| 1952, Helsinki       | 0              | 0              | 0              | 0              |
| 1956, Melbourne      | 0              | 0              | 0              | 0              |
| 1960, Róma           | 0              | 0              | 0              | 0              |
| 1964, Tokió          | 0              | 0              | 0              | 0              |
| 1968, Mexikóváros    | 0              | 0              | 0              | 0              |
| 1972, München        | 0              | 0              | 0              | 0              |
| 1976, Montréal       | 0              | 0              | 0              | 0              |
| 1980, Moszkva        | nem vett részt | nem vett részt | nem vett részt | nem vett részt |
| 1984, Los Angeles    | 0              | 0              | 0              | 0              |
| 1988, Szöul          | 0              | 0              | 0              | 0              |
| 1992, Barcelona      | 0              | 1              | 1              | 2              |
| 1996, Atlanta        | 0              | 0              | 1              | 1              |
| 2000, Sydney         | 0              | 0              | 1              | 1              |
| 2004, Athén          | 1              | 0              | 1              | 2              |
| 2008, Peking         | 0              | 0              | 1              | 1              |
| 2012, London         | 0              | 0              | 0              | 0              |
| 2016, Rio de Janeiro | 0              | 0              | 2              | 2              |
| 2020, Tokió          | 2              | 0              | 2              | 4              |
| 2024, Párizs         | 1              | 5              | 1              | 7              |
| Összesen             | 4              | 6              | 10             | 20             |

## Érmek sportáganként

### Érmek a nyári olimpiai játékokon sportáganként
| Izrael érmei a nyári olimpiai játékokon sportáganként | Izrael érmei a nyári olimpiai játékokon sportáganként | Izrael érmei a nyári olimpiai játékokon sportáganként | Izrael érmei a nyári olimpiai játékokon sportáganként | Az olimpiai zászlaja |

| Sportág    | Arany | Ezüst | Bronz | Összesen |
| ---------- | ----- | ----- | ----- | -------- |
| Torna      | 2     | 2     | 0     | 4        |
| Vitorlázás | 2     | 1     | 2     | 5        |
| Cselgáncs  | 0     | 3     | 6     | 9        |
| Kajak-kenu | 0     | 0     | 1     | 1        |
| Taekwondo  | 0     | 0     | 1     | 1        |
| Összesen   | 4     | 6     | 10    | 20       |